# سفارة هايتي في اليابان
سفارة هايتي في اليابان هي أرفع تمثيل دبلوماسي لدولة هايتي لدى اليابان. تقع السفارة في ميناتو وهي تهدف لتعزيز المصالح الهايتية في اليابان.

## وصلات خارجية
- قائمة سفارات هايتي
- قائمة السفارات في اليابان